# روز شیراز
پس از تصویب شورای شهر شیراز و تأیید مجلس شورای اسلامی، ۱۵ اردیبهشت به نام روز شیراز نامگذاری گردید.
به همین مناسبت، هر ساله برنامه‌های ویژه‌ای از طرف شهرداری شیراز در این روز برگزار می‌گردد. دلیل این نامگذاری، زیبایی بی نظیر شیراز در ماه اردیبهشت است.

## عدم برگزاری مراسم روز شیراز در سال‌های گذشته
این روز در سال‌های گذشته به فراموشی سپرده شده‌است. خبرگزاری ایسنا در گزارشی نوشته است:

شیرازی که نامش مفتون‌کننده دلهاست و هوای هنوز پاک و نارنج‌هایش را در بهار به دل‌شیفتگان هدیه می‌دهد امسال هم روزش غریب ماند و در ۱۵ اردیبهشت ماه هیچ رویدادی را شاهد نبودیم.

## جشنواره بالن‌های هوای داغ در شیراز

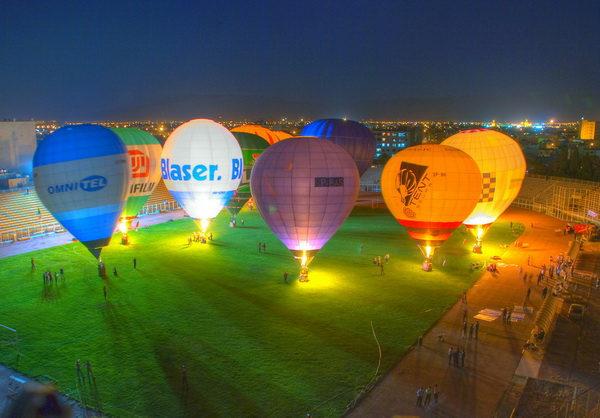
آماده‌سازی بالن‌ها

برای اولین بار در ایران ۱۲ بالون به‌طور هم‌زمان بر فراز آسمان شیراز به پرواز درآمدند.
به مناسبت هفته شیراز بالن‌هایی از کشورهای مختلف اروپایی توسط بالن سواران حرفه‌ای با حضور شهروندان شیرازی در آسمان شیراز پرواز کردند.
بالن‌ها از ۲ منطقه ورزشگاه حافظیه و ورزشگاه دانشگاه علوم پزشکی در خیابان چمران برخاسته و پس از پروازی تقریباً ۲ ساعته بر فراز شهر شیراز، در نقاط مختلف فرود آمدند.و به این ترتیب ١۵ اردیبهشت را روز شیراز می‌نامند.